# Đa thức tối tiểu (lý thuyết trường)
Trong lý thuyết trường, đa thức tối tiểu của α, nói một cách đơn giản, là đa thức có bậc nhỏ nhất với hệ số nhất định, sao cho α là nghiệm của đa thức đó. Nếu đa thức tối tiểu của α tồn tại thì nó là duy nhất. Hệ số bậc cao nhất của đa thức phải bằng 1, và các hệ số còn lại có thể là số nguyên, số hữu tỉ, số thực hay những thực thể khác.
Chính xác hơn, một đa thức tối tiểu được định nghĩa dựa trên một mở rộng trường E/F và một phần tử của trường E. Đa thức tối tiểu của phần tử, nếu tồn tại, là một đa thức thuộc F[x], vành đa thức ẩn x với hệ số thuộc F. Với phần tử α thuộc E, xét Jα là tập tất cả đa thức f(x) thuộc F[x] sao cho f(α) = 0. Phần tử α được gọi là nghiệm hay không điểm của mỗi đa thức trong Jα. Tập Jα là một ideal của F[x]. Đa thức không, với tất cả hệ số bằng 0, xuất hiện trong tất cả tập Jα và không được tính là đa thức tối tiểu. Nếu tồn tại một đa thức khác đa thức không trong Jα thì α được gọi là một phần tử đại số trên F, và tồn tại một đa thức monic với bậc nhỏ nhất trong Jα. Đây chính là đa thức tối tiểu của α đối với E/F. Nó là duy nhất và bất khả quy trên F. Nếu đa thức không là phần tử duy nhất của Jα thì α được gọi là một phần tử siêu việt trên F và không có đa thức tối tiểu đối với E/F.
Đa thức tối tiểu thường được dùng để xây dựng và phân tích các mở rộng trường. Khi α là đại số với đa thức tối tiểu p(x), trường nhỏ nhất chứa cả F và α là đẳng cấu với vành thương F[x]/⟨p(x)⟩, trong đó ⟨p(x)⟩ là ideal của F[x] sinh ra bởi p(x). Đa thức tối tiểu cũng được dùng để định nghĩa phần tử liên hợp.

## Định nghĩa
Xét mở rộng trường E/F, α là một phần tử của E, và F[x] là vành đa thức của x trên F. Phần tử α có đa thức tối tiểu khi α đại số trên F, tức là f(α) = 0 với một đa thức f khác 0 trong F[x]. Khi ấy đa thức tối tiểu của α được định nghĩa là đa thức monic có bậc nhỏ nhất trong số các đa thức trong F[x] nhận α làm nghiệm.

### Tính duy nhất
Giả sử p(x) là đa thức tối tiểu của α đối với E/F. Tính duy nhất của p(x) được chứng minh bằng cách xét đồng cấu vành subα từ F[x] đến E thay α cho x, tức là subα(f(x)) = f(α). Hạt nhân của subα, ker(subα), là tập hợp tất cả đa thức thuộc F[x] nhận α làm nghiệm. Nói cách khác, ker(subα) = Jα. Do subα là một đồng cấu vành, ker(subα) là một ideal của F[x]. Do F là một trường nên F[x] là vành chính, suy ra có ít nhất một đa thức thuộc ker(subα) sinh ra ker(subα). Đa thức như thế sẽ có bậc nhỏ nhất trong tất cả đa thức khác không trong ker(subα), và p(x) được chọn là đa thức monic duy nhất trong các đa thức này.
Một chứng minh khác như sau. Giả sử p và q đều là đa thức monic trong Jα với bậc nhỏ nhất n > 0. Do p − q ∈ Jα và deg(p − q) < n, ta phải có p − q = 0, hay p = q.

## Tính chất
Đa thức tối tiểu là bất khả quy. Chứng minh: xét mở rộng trường E/F như trên, α ∈ E và f ∈ F[x] là đa thức tối tiểu của α. Giả sử điều ngược lại, f = gh, trong đó g, h là các đa thức thuộc F[x] với bậc nhỏ hơn f. Do trường cũng là miền nguyên và f(α) = 0 nên ta phải có g(α) = 0 hoặc h(α) = 0. Điều này mâu thuẫn với giả thiết f có bậc nhỏ nhất. Do đó điều giả sử là sai, f là đa thức bất khả quy.

## Ví dụ
Nếu ta lấy F = Q, E = R, α = √2, thì đa thức tối tiểu của α là p(x) = x2 − 2. Trường F đóng vai trò quan trọng vì nó xác định các hệ số của p(x). Ví dụ, nếu ta lấy F = R thì đa thức tối tiểu cho α = √2 là p(x) = x − √2.
Nếu α = √2 + √3 thì đa thức tối tiểu trong Q[x] là p(x) = x4 − 10x2 + 1 = (x − √2 − √3)(x + √2 − √3)(x − √2 + √3)(x + √2 + √3).
Đa thức tối tiểu trong Q[x] của tổng căn bậc hai của n số nguyên tố đầu tiên được xây dựng tương tự, và được gọi là đa thức Swinnerton–Dyer.
Đa thức tối tiểu trong Q[x] của các nghiệm đơn vị là các đa thức cầu phân.